# Josef Freymadl
Josef Freymadl, auch Joseph (* 17. Januar 1864 in Deggendorf; † 1951) war ein deutscher Marine-Obergeneralarzt der Kaiserlichen Marine.

## Leben
Josef Freymadl war ein Sohn eines Advokats und besuchte das Lyceum in Regensburg. Im April 1882 trat er in die Bayerische Armee ein.
1887 wurde er an der Medizinischen Fakultät der Universität München mit dem Thema Ueber Ichthyolbehandlung des Rotlaufs promoviert.
Im April 1888 wurde er als Unterarzt der Reserve zum Königlich Bayerischen Assistenzarzt II. Klasse befördert. Mitte Oktober 1888 trat er von der Reserve des Landwehr-Bataillons-Bezirk I München dem Sanitätskorps der Kaiserlichen Marine bei. Zum 20. November 1888 wurde er als Assistenzarzt II. Klasse mit Patent zum gleichen Datum in das aktive Sanitätskorps übernommen. Mitte Februar 1889 kam er auf die Baden. Ende Februar 1891 als Assistenzarzt I. Klasse auf die Bayern kommandiert, kam er im Oktober des gleichen Jahres von dort zur I. Matrosen-Division. Ende September 1893, er war mittlerweile auf der Hohenzollern, wurde er zum Marine-Stabsarzt befördert. Am 2. Mai 1899 wurde er Schiffsarzt auf dem Schulschiff Moltke. 1904 war er Divisionsarzt der II. Werftdivision.
Ab Mitte März 1912 war er Garnisonsarzt von Wilhelmshaven und zugleich Vorstand des Sanitäts-Departments der Marinestation der Nordsee.
Von November 1914 bis April 1916 war er bei der Reserve-Lazarett-Direktion Augsburg. Anschließend war er bis Kriegsende Chefarzt der Reserve-Lazarett-Inspektion München. Am 18. August 1916 wurde er zum Marine-Generalarzt befördert.
Nach dem Krieg war er als Arzt tätig und wurde am 14. Januar 1922 mit dem Charakter als Marine-Obergeneralarzt ausgezeichnet. 1931 ging er in den Ruhestand.

## Werke (Auswahl)
- Über Bekleidung und Gepäck bei Landungen in den Tropen. In: Deutsche Tropenmedizinische Zeitschrift, Band 2, 1898, S. 38.